# 汗液

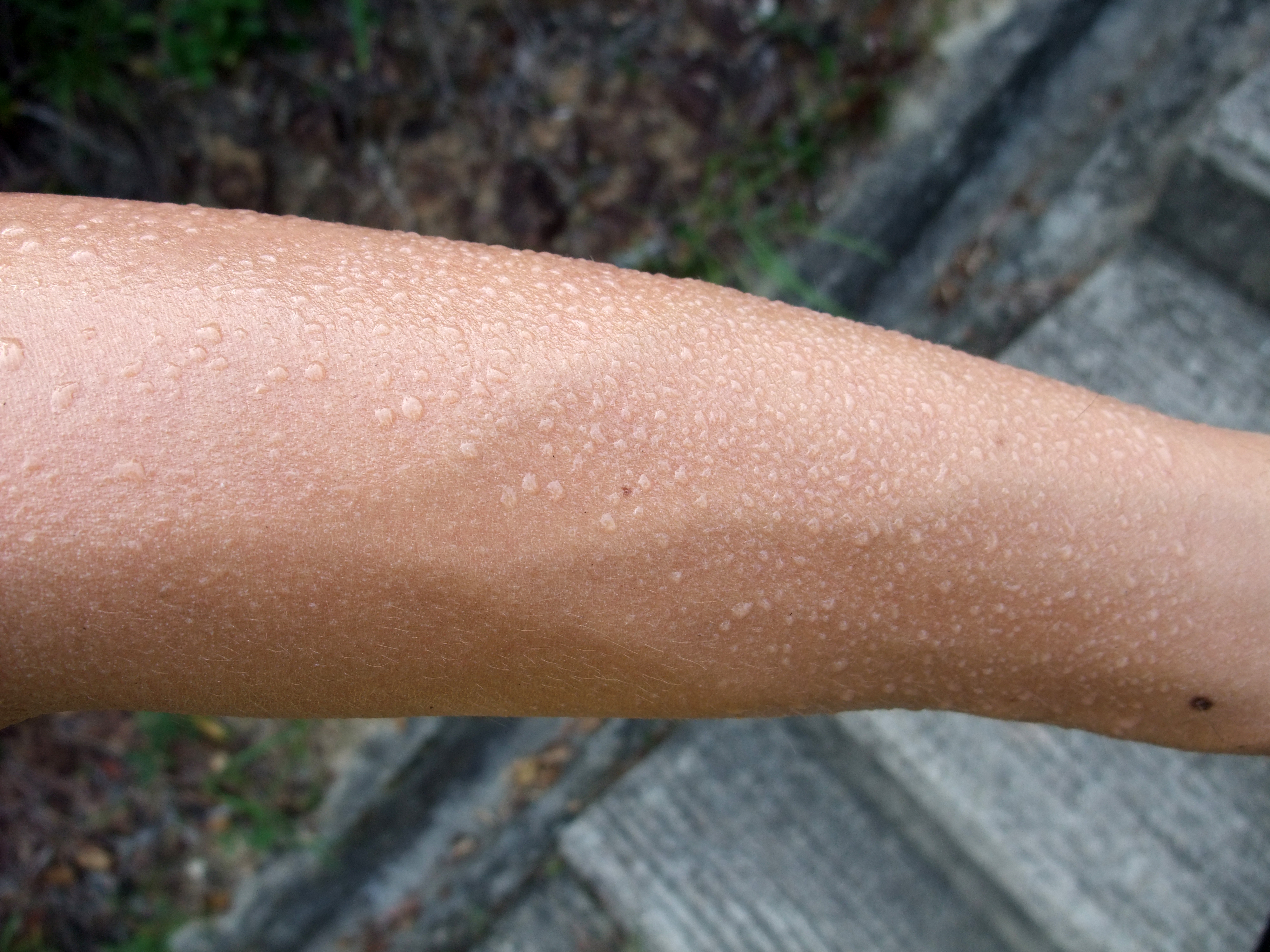
手臂上的汗珠

汗液，或汗，是由人等高等动物透過汗腺所分泌出的液體。汗的分泌受到植物性神经系统调节。

## 汗液的作用
- 降温：在汗腺排出汗液的过程中，汗液的排出和蒸发帮助生物带走大量的热量，达到散热的目的；
- 保护：湿润皮肤、软化角质，酸化并抑制细菌；
- 排泄：排出體內廢物。

## 主要成分
汗液98-99%的成分主要是水，其比重约介于1.002-1.003之间，pH值4.2～7.5。其余1～2%，NaCl约300mg每百毫升，少量尿素、乳酸、脂肪酸、氨和其他盐类（镁盐、铁盐等）。
在人体生理中，小汗腺分泌的汗液，主要包括水、氯离子、钠离子、钾离子、钙离子、尿素、氨、乳酸及氨基酸等；大汗腺分泌的汗液，除了水之外，主要有鐵离子、脂質（中性脂肪、脂肪酸、胆固醇及类脂质），还可能有气味物质、荧光物质。

## 中医观点
在中医学上认为：
- 汗系人体内津液所化生，通过卫气的调节从汗孔而排泄。《灵枢·决气》：“汗出溱溱，是谓津。”
- 发汗有散热和调节体温的作用。《素问·生气通天论》：“体若燔炭，汗出而散。”
- 汗与血液有密切关系，由于“心主血”，汗是津液所化生，故称“汗为心之液”，并有“夺血者无汗，夺汗者无血”之说(《灵枢·营卫生会》)。

### 相关中医概念
- 盗汗：入睡后异常出汗的中医概念。
- 无汗：时而不出汗的中医概念。

## 外部連結
- 盜汗 （页面存档备份，存于） 中藥方劑圖像數據庫 (香港浸會大學中醫藥學院) （中文）（英文）
- 無汗 （页面存档备份，存于） 中藥方劑圖像數據庫 (香港浸會大學中醫藥學院) （中文）（英文）